# Skurugata
Skurugata er en usædvanlig geologisk dannelse i Eksjö kommune, Jönköpings län, Småland i Sverige. Skurugata er omkring 800 meter lang bjergkløft, som er mellem 7 og 24 meter bred og op til 35 meter dyb. Der er flere lignende kløfter i det østlige Småland, hvoraf Skurugata er den største.
Flere teorier søger at forklare kløftens tilblivelse. Den hyppigste forklaring er at kløften blev skabt af en isflod, da indlandsisen smeltede. Andre mener at kløften er en sprække i grundfjeldet eller en forkastning. Fjeldet i området og stenene på kløftens bund består af gråbrun og mørkebrun porfyr med indlæg af kvarts og rød feldspat.
Der er et antal mosser i kløften, nogle af dem forekommer ellers kun i bjergområder. I de omgivende skoves fugleliv finder man blandt andre tjur, urfugl, hjerpe og ravn.
På varme sommerdage er der køligt i bunden af kløften, og nogle år ligger der sne og is langt ud på sommeren. Tidligt på sæsonen og efter kraftig regn, kan dele af kløften være fyldt med vand. Området ved Skurugata er et naturreservat. Der er en cirka to kilometer lang sti, som fører gennem hele kløften og op til bjergtoppen Skuruhatt.
57°41′48″N 15°5′17″Ø / 57.69667°N 15.08806°Ø